# Fontaine-les-Bassets
Fontaine-les-Bassets är en kommun i departementet Orne i regionen Normandie i nordvästra Frankrike. Kommunen ligger i kantonen Trun som tillhör arrondissementet Argentan. År 2022 hade Fontaine-les-Bassets 115 invånare.

## Befolkningsutveckling
Antalet invånare i kommunen Fontaine-les-Bassets
| Referens: INSEE |